# Lijst van oorlogsmonumenten in Steenbergen
De Nederlandse gemeente Steenbergen (provincie Noord-Brabant) heeft acht oorlogsmonumenten. Hieronder een overzicht.
| Nr.  | Object                            | Herdachte groep | Ontwerper        | Onthulling       | Type            | Locatie             | Plaats          | Coördinaten                   | Foto                              |
| ---- | --------------------------------- | --- | ---------------- | ---------------- | --------------- | ------------------- | --------------- | ----------------------------- | --------------------------------- |
| 92   | Monument aan de Glymeseweg        | allen, verzet Nederland |                  |                  | kruis           | Glymeseweg, 4664    | Nieuw-Vossemeer | 51° 33' 6" NB, 4° 15' 4" OL   |                                   |
| 733  | Gedenkraam                        | algemeen |                  |                  | glas-in-lood    |                     | Dinteloord      | 51° 38' 11" NB, 4° 22' 17" OL |                                   |
| 1077 | Monument aan de Rubesdijk         | verzet Nederland |                  |                  | Kruis           | Rubesdijk           | Steenbergen     | 51° 34' 56" NB, 4° 15' 45" OL |                                   |
| 1081 | Oorlogsmonument                   | burgerslachtoffers | Niel Steenbergen | 14 augustus 1958 | zuil            | Kerkplein, 4651 AN  | Steenbergen     | 51° 35' 15" NB, 4° 19' 17" OL | Oorlogsmonument                   |
| 1082 | Monument 1940-1945                | burgerslachtoffers | Leon Vermunt     | 4 mei 1985       | beeld/sculptuur | Raadhuisplein       | Dinteloord      | 51° 38' 10" NB, 4° 22' 16" OL | Monument 1940-1945                |
| 1083 | Monument in het Stadspark         | geallieerde militairen |                  | 7 mei 1990       | overig          |                     | Steenbergen     | 51° 35' 15" NB, 4° 19' 16" OL | Monument in het Stadspark         |
| 2479 | Monument op de R.K. begraafplaats | geallieerde militairen |                  | 1 mei 1993       | plaquette       | Nassaulaan, 4651 AA | Steenbergen     | 51° 35' 18" NB, 4° 19' 42" OL | Monument op de R.K. begraafplaats |
| 2775 | Bevrijdingsmonument               | algemeen, geallieerde militairen, militairen in dienst van het Ned. Kon. 1940-1945, burgerslachtoffers, vervolgden Nederland, verzet Nederland |                  | 1 oktober 2004   | overig          | Canadezenweg        | Welberg         | 51° 34' 13" NB, 4° 20' 42" OL |                                   |

Alphen-Chaam ·
Altena ·
Asten ·
Baarle-Nassau ·
Bergeijk ·
Bergen op Zoom ·
Bernheze ·
Best ·
Bladel ·
Boekel ·
Boxtel ·
Breda ·
Cranendonck ·
Deurne ·
Dongen ·
Drimmelen ·
Eersel ·
Eindhoven ·
Etten-Leur ·
Geertruidenberg ·
Geldrop-Mierlo ·
Gemert-Bakel ·
Gilze en Rijen ·
Goirle ·
Halderberge ·
Heeze-Leende ·
Helmond ·
's-Hertogenbosch ·
Heusden ·
Hilvarenbeek ·
Laarbeek ·
Land van Cuijk ·
Loon op Zand ·
Maashorst ·
Meierijstad ·
Moerdijk ·
Nuenen, Gerwen en Nederwetten ·
Oirschot ·
Oisterwijk ·
Oosterhout ·
Oss ·
Reusel-De Mierden ·
Roosendaal ·
Rucphen ·
Sint-Michielsgestel ·
Someren ·
Son en Breugel ·
Steenbergen ·
Tilburg ·
Valkenswaard ·
Veldhoven ·
Vught ·
Waalre ·
Waalwijk ·
Woensdrecht ·
Zundert